# Hail
Hail of Ha'il (Arabisch: حائل) is een stad in Saoedi-Arabië. De stad ligt in de Nadjd streek en is de hoofdstad van de provincie Hail. De stad had in 2004 ongeveer 267.000 inwoners. Hail was vroeger een belangrijke rustplaats tijdens de jaarlijkse Hadj reizen van de mensen uit de omgeving van Irak.

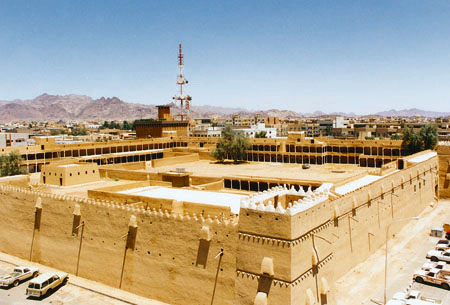
Qishlah paleis in Ha'il